# Decret de Natzaret

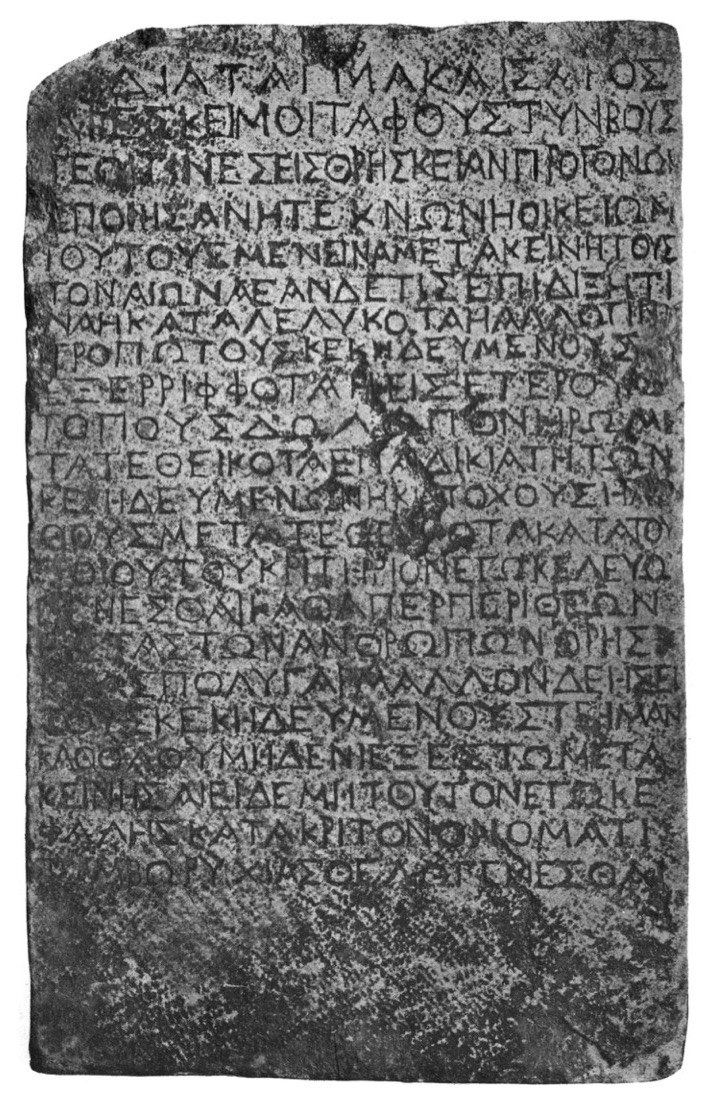
La inscripció en un facscímil publicat el 1930

El Decret de Natzaret o Inscripció de Natzaret és una tauleta de marbre inscrita en grec amb un edicte d'un cèsar anònim que ordena la pena capital per a qualsevol persona sorpresa robant tombes. S'ha datat per la seua epigrafia de la primera meitat del segle i. Se'n desconeix l'origen, però un col·leccionista francés va adquirir la pedra a Natzaret (Palestina). En l'actualitat es troba en el Museu del Louvre (París).
Els acadèmics han situat el text en el context de la llei romana sobre exhumació i enterrament, esmentada també per Plini el Jove. Un estudi del 2020 dels isòtops del marbre va mostrar que la tauleta provenia d'una pedrera de l'illa grega de Cos, la qual cosa pot indicar una reacció a la profanació de la tomba del tirà de Cos, Nikias, al voltant del 20 abans de la nostra era.

## Descripció i origen
La tauleta de marbre té 24 per 15 polzades, amb la inscripció en grec koiné, en catorze línies. Va ser adquirida el 1878 per Wilhelm Fröhner (1834-1925) i enviada des de Natzaret a París. Fröhner va afegir en el seu inventari de manuscrits la nota "Dalle de marbre envoyé de Nazareth en 1878", sense esclarir si s'hi va descobrir, a Palestina. Natzaret era un important mercat d'antiguitats en la dècada dels 1870, igual que Jerusalem, i pot haver estat "solament […] un centre de tramesa" de la tauleta.
La inscripció, amb un facsímil, la va publicar al 1930 Franz Cumont.

## Text
El grec de la inscripció és relativament pobre. Clyde E. Billington en dona aquesta traducció:
| « | Edicte del Cèsar: És decisió meua [en referència a] sepultures i tombes, fetes per qui siga, segons les observances religioses dels pares, fills o membres de la família, que resten intactes per sempre. Si algú, però, denuncia legalment que un altre ha destruït, o d'alguna manera ha tret els qui hi havia sepultats, o ha mogut amb mala intenció els qui hi havia sepultats, a altres indrets, tot cometent un crim contra ells, o ha mogut lloses que segellaven sepulcres, contra tal persona, jo ordene que es cree un tribunal judicial, tal com [es fa] en referència als déus en observances humanes de religions; encara més, serà obligatori tractar amb honor els qui han estat sepultats. No permeteu a ningú que moga [els que han estat sepultats] en absolut. Si [algú ho fes], però, jo desitge que el [violador] patisca la pena capital amb el títol de trencador de tombes. | » |

## Antecedents legals i culturals
La violatio sepulcri (violació de sepulcres) era un crim per a la llei romana, com apuntava Ciceró (mort el 43 abans de la nostra era). El Decret de Natzaret prescriu la pena de mort per aquest delicte. Una tomba en què s'havien realitzat degudament ritus funeraris es convertia en un locus religiosus (lloc religiós), pertanyent al regne diví més que no a l'humà (defixio).  Les tombes imperials romanes solien tenir inscrites una maledicció (defixio) contra qui desacralitzàs la tomba. 

## Anàlisi
Francis de Zulueta data la inscripció, basant-se en l'estil de les lletres, entre el 50 abans de la nostra era i el 50, amb una major probabilitat de provenir del voltant del canvi d'era. Com el text empra la forma plural "déus", Zulueta conclou que el més probable és que provinga del districte hel·lenitzat de Decàpolis. Igual que Zulueta, J. Spencer Kennard Jr. assenyalà que la referència al "Cèsar" indicava que "la inscripció ha d'haver-se derivat d'algun lloc de Samaria o Decàpolis. Galilea fou governada per un príncep clientelista fins al regnat de Claudi".
Ha estat d'interés per als historiadors del Nou Testament.  Alguns autors, citant el suposat origen galileu de la inscripció, la interpretaren com la clara reacció de la Roma imperial davant la tomba buida de Jesús: :89  i en concret com un edicte de Claudi, que va governar entre el 41 i el 54.  Si la inscripció és de Galilea, no pot datar-se abans del 44, any en què s'imposà allí el domini romà.
L'estudi d'isòtops del marbre, però, del 2020, publicat en la revista Journal of Archaeological Science esclarí l'origen de la tauleta i en dona una altra interpretació. Els científics van prendre una mostra de la part posterior de la tauleta i empraren l'ablació amb làser per a ajudar a determinar la proporció d'isòtops de la pedra. L'enriquiment de carboni 13 i l'esgotament d'oxigen 18 donaren una identificació segura de la font del marbre com a provinent d'una pedrera de l'illa de Cos. L'equip proposà que l'edicte, el va emetre August després de la profanació de la tomba del tirà Nikias de Cos.